# Цариградски договор (1879)
Вижте пояснителната страница за други значения на Цариградски договор.
Цариградският договор (на руски: Константинопольский договор) от 27 януари (8 февруари) 1879 година възстановява мирните отношения между Руската и Османската империя, прекъснати от войната през 1877 – 1878. С него се потвърждават условията на Санстефанския предварителен договор заедно с измененията от Берлинския конгрес на Великите сили, които разделят Северна и Южна България на, съответно, васално княжество и автономна област и оставят Македония в османските предели. Договорът натоварва Османската империя със задължението да плати военно обезщетение на Русия в размер на над 802 милиона златни франка. Част от този дълг (125 милиона франка) е опростена през април 1909 в замяна на съгласието на Турция да признае независимостта на България без териториални и финансови компенсации.